# Setareki Hughes
Setareki Hughes (8 de junio de 1995 en Labasa) es un futbolista fiyiano que juega como mediocampista en el Suva.

## Carrera
Debutó en 2013 jugando para el Rewa. En 2016 pasó al Suva.

### Clubes
| Club               | País | Año             |
| ------------------ | ---- | --------------- |
| Rewa Football Club | Fiyi | 2013 - 2015     |
| Suva Football Club | Fiyi | 2016 - Presente |

### Selección nacional
Con la selección fiyiana sub-20 ganó el Campeonato de la OFC 2014 y disputó los tres encuentros de la Copa Mundial 2015. Al año siguiente, participó con la selección sub-23 de los Juegos Olímpicos de Río de Janeiro 2016 y con la mayor de la Copa de las Naciones de la OFC 2016.